# Thelionema caespitosum
Thelionema caespitosum es una especie de planta herbácea perteneciente a la familia Xanthorrhoeaceae, subfamilia Hemerocallidoideae, que se encuentra en Australia.

## Descripción
Es una planta herbácea perennifolia que alcanza un tamaño de 30-90 cm de altura; con mechones de 0.5-20 cm de ancho en la base. Las hojas miden 2-12 mm de ancho. La inflorescencia con 2 o 3 ramas principales y siete ramas menores. Tépalos de 8-13 mm de largo, 3-7-nervados, de color azul profundo a blanco o amarillo pálido. El fruto es una sápsula ± obovoides de 4-10 mm de largo, 1.8-4.5 mm de diámetro, con semillas de 2.5-3.5 mm de largo, lisas.

## Distribución y hábitat
Su distribución y presencia es generalizada y variable, al parecer, con la hibridación con las otras dos especies. Las flores blancas o amarillas son más comunes en altitudes más altas. Se encuentra en Queensland.

## Taxonomía
Thelionema caespitosum fue descrita por (R.Br.) R.J.F.Hend. y publicado en Austrobaileya 2: 109, en el año 1985.
Sinonimia
- Arthropodium caespitosum (R.Br.) Spreng.
- Stypandra caespitosa R.Br.	basónimo
- Stypandra caespitosa var. alba Ewart
- Stypandra juncinella Gand.[4]